# Aphelinus japonicus
Aphelinus japonicus is een vliesvleugelig insect uit de familie Aphelinidae. De wetenschappelijke naam is voor het eerst geldig gepubliceerd in 1904 door Ashmead.